# Madeline: Lost in Paris
Madeline: Lost in Paris (prt: Madalena: Perdida em Paris; bra: Madeline: Perdida em Paris, ou Madeline: Uma Aventura em Paris) é um filme de animação estadunidense de 1999, do gênero aventura e comédia dramática, dirigido por Stan Phillips para a DiC Entertainment. 

## Elenco (vozes)
- Andrea Libman como Madeline
- Jason Alexander
- Lauren Bacall
- Stephanie Louise Vallance como Senhorita Clavel
- Christopher Plummer como narrador
- Jennifer Copping
- Rochelle Greenwood
- Garry Chalk
- Dale Wilson
- Jane Mortiffe